# Sárfimizdó, Vas
Sárfimizdó  este un sat în districtul Vasvár, județul Vas, Ungaria, având o populație de 90 de locuitori (2011). 

## Demografie
Componența etnică a satului Sárfimizdó
     Maghiari (100%)
Componența confesională a satului Sárfimizdó
     Romano-catolici (87,78%)
     Fără religie (4,44%)
     Necunoscută (7,78%)
Conform recensământului din 2011, satul Sárfimizdó avea 90 de locuitori. Din punct de vedere etnic, majoritatea locuitorilor (100,0%) erau maghiari.  Din punct de vedere confesional, majoritatea locuitorilor (87,78%) erau romano-catolici, cu o minoritate de persoane fără religie (4,44%). Pentru 7,78% din locuitori nu este cunoscută apartenența confesională.